# Israël op het Eurovisiesongfestival 2007
Israël nam deel aan het Eurovisiesongfestival 2007  gehouden in de Finse hoofdstad Helsinki.

## Selectie

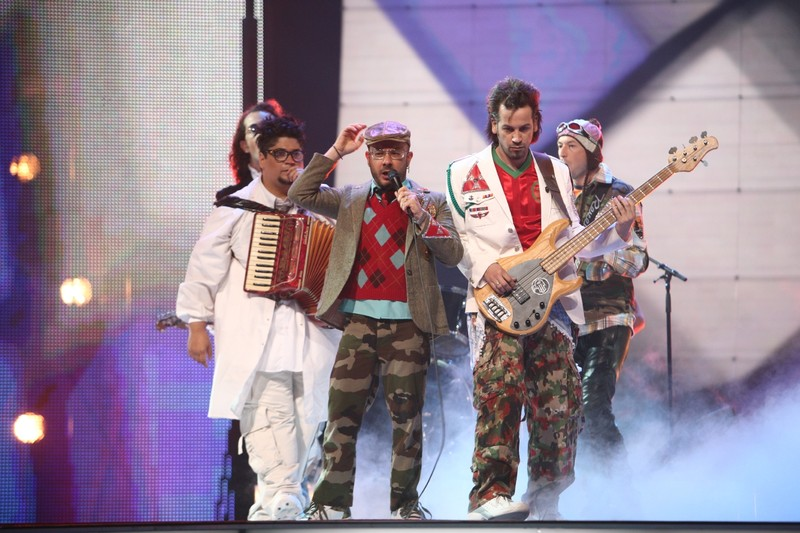
Teapacks in Helsinki

De zender IBA  had een selectiecommissie samengesteld om de Israëlische inzending voor het Eurovisiesongfestival 2007 te kiezen. De keuze van die commissie viel uiteindelijk op de groep Teapacks.
Op 27 februari 2007 werd er een nationale finale gehouden. Een combinatie van televoting en jury koos de winnaar. Het lied "Push the Button" werd de winnaar.

## In Helsinki
In de halve finale trad Israël als tweede van 28 landen aan, na Bulgarije en voor Cyprus. Het land behaalde een 24ste plaats, met 17 punten.
België en Nederland hadden geen punten over voor deze inzending.

### Gekregen punten

#### Halve Finale
| 12 punten | 10 punten  | 8 punten  | 7 punten   | 6 punten            |
| --------- | ---------- | --------- | ---------- | ------------------- |
|           |            |           |            | - Frankrijk         |
| 5 punten  | 4 punten   | 3 punten  | 2 punten   | 1 punt              |
|           | - Litouwen | - Estland | - Tsjechië | - IJsland - Rusland |

### Punten gegeven door Israël

#### Halve Finale
Punten gegeven in de halve finale:
| 12 punten | Wit-Rusland |
| 10 punten | Letland     |
| 8 punten  | Georgië     |
| 7 punten  | Servië      |
| 6 punten  | Bulgarije   |
| 5 punten  | Denemarken  |
| 4 punten  | Cyprus      |
| 3 punten  | Moldavië    |
| 2 punten  | Andorra     |
| 1 punt    | Nederland   |

#### Finale
Punten gegeven in de finale:
| 12 punten | Wit-Rusland |
| 10 punten | Oekraïne    |
| 8 punten  | Rusland     |
| 7 punten  | Roemenië    |
| 6 punten  | Georgië     |
| 5 punten  | Armenië     |
| 4 punten  | Moldavië    |
| 3 punten  | Servië      |
| 2 punten  | Spanje      |
| 1 punt    | Griekenland |

1973 · 1974 · 1975 · 1976 · 1977 · 1978 · 1979 · 1980 · 1981 · 1982 · 1983 · 1984 · 1985 · 1986 · 1987 · 1988 · 1989 · 1990 · 1991 · 1992 · 1993 · 1994 · 1995 · 1996-1997 · 1998 · 1999 · 2000 · 2001 · 2002 · 2003 · 2004 · 2005 · 2006 · 2007 · 2008 · 2009 · 2010 · 2011 · 2012 · 2013 · 2014 · 2015 · 2016 · 2017 · 2018 · 2019 · 2020 · 2021 · 2022 · 2023 · 2024 · 2025
Nationale voorronde: Kdam Eurovision